# Veliki možgani
Veliki možgani ali cerebrum (latinsko cerebrum) so najobsežnejši del osrednjega živčevja človeka. Nastanejo iz prozencefalona. Obsegajo diencefalon in telencefalon.

## Telencefalon
Telencefalon obsega možganski hemisferi. Povezuje ju kalozni korpus (corpus callosum). Hemisfero gradita siva možganovina (možganska skorja in bazalni gangliji) in bela možganovina (živčno nitje). Živčne celice so večinoma v možganski skorji, katere debelina znaša do 0,5 cm. Številni brazde (sulci) jo delijo v vijuge (gyri). Zaradi nagubanosti znaša njena površina skoraj ½ m².

## Delitev

### Topografska delitev
Po lobanjskih kosteh se velike možgane deli na:
- čelni reženj,
- temenski reženj,
- senčni reženj,
- zatilni reženj,
- insulo (ne imenuje se po lobanjski kosti in je skrita znotraj drugih režnjev).[1]

### Nevrokirurška delitev
Nevrokirurški koncept deli možgane na 7 režnjev. Poleg vseh zgoraj naštetih opredeljuje še osrednji in limbični reženj.
Strukturno in funkcionalno podobnost predelov, ki tvorijo posamezen reženj, boljše zajema nevrokirurški koncept.
Možgani so dinamična funkcionalna enota. V njej se povezujejo mnogi podsistemi, ki presegajo umetno določene meje režnjev. Anatomski sistemi in podsistemi, katerih povezave so znane ali pa tudi ne, so dinamična struktura. Tvorijo jo skupine (pools) nevronov in nevroglije.

### Čelni (frontalni) reženj
Čelni ali frontalni reženj zajema sprednji, največji del hemisfere. Naloga prefrontalnih delov je nadzor nad izvrševanjem opravil, kot so načrtovanje, abstraktno mišljenje, določanje prednosti, zaviranje impulzivnosti, presojanje in pozornost. Njegov vpliv na motoriko je majhen.

### Osrednji (centralni) reženj
Osrednji ali centralni reženj sestavljajo pre-, post- in paracentralne vijuge. Pomemben je za motoriko.

### Temenski (parietalni) reženj
Temenski ali parietalni reženj je pomemben za senzoriko. V primarni senzorični skorji potekajo procesi zaznavanja dotika in njegovega povezovanja z vidnimi ali slušnimi občutki. Zato se človek zaveda telesa in svojega položaja v prostoru. Dominantna stran je pomembna za razumevanje govora. Nedominantna povezuje vidne in proprioceptivne občutke. Ti omogočajo upravljanje telesa in predmetov.

### Senčni (temporalni) reženj
V senčnem ali temporalnem režnju leži primarno slušno področje in področje za razumevanje govora (Wernickovo področje). Skupaj s temenskim režnjem integrirata slušne, vidne in somatske podatke, ki se spremenijo v misli in v spomin.

### Zatilni (okcipitalni) reženj
V zatilnem ali okcipitalnem režnju leži področje, odgovorno za vid (skorja ob sulcus calcarinus). Omogoča, da si človek vidne informacije predstavlja in jih interpretira.

### Insula ali insularni reženj
Insula ali insularni reženj je predel skorje, ki je ugreznjen v globino. Prekrivajo ga sosednji režnji - čelni, temenski in senčni. Insula obsega več vijug. Od drugih režnjev jo razmejuje sulcus circularis.

### Limbični reženj
Limbični reženj tvorijo deli orbitalne skorje čelnega režnja, obročasta vijuga, istmus, hipokampalna vijuga, uncus in primarna vohalna skorja. Sem sodijo tudi cingulum, septalna jedra, hipokampus in amigdala. Povezan je z mamilarnimi telesci in retikulatno formacijo mezencefalona. Njegova funkcija je uravnavati delovanje možganov, povezano z visceralno aktivnostjo, s čustvi in spominom.

## Citoarhitektonska področja
Brodmann je opisal pomembna področja velikih možganov glede na citoarhitektoniko.
- primarna somatosenzorična skorja (Brodmannov areal (BA) 1, 2, 3)  - v postcentralni vijugi,
- primarna motorična skorja (BA 4) - v precentralni vijugi,
- premotorični areal ali suplementarna motorična skorja (BA 6) - tik pred precentralno vijugo; predvsem okoli zadnjega dela inferiornega frontalnega sulkusa,
- frontalno očesno polje (BA 8)  - v zadnjem delu čelnega režnja, pred precentralno vijugo,
- primarno slušno področje (BA 41 in 42) - pod lateralnim sulkusom v zgornji temporalni vijugi,
- Brocovo področje za govor (BA 44) - v dominanti hemisferi v spodnji frontalni vijugi,
- Wernickovo področje za jezik (BA 40 in del areala 39) - v supramarginalni in angularni vijugi,
- primarna vidna skorja (BA 17) - na polu zatilnega režnja,
- temensko asociacijsko področje - (BA 5 in 7) - v lobolusu parietalis superior in inferior,
- prefrontalno asociacijsko področje (BA 9 in 10) - velik sprednji del čelnega režnja; pred arealoma 6 in 8.[1]